# Селенид трипалладия
Селенид трипалладия — бинарное неорганическое соединение
палладия и селена
с формулой Pd3Se,
кристаллы.

## Получение
- Сплавление стехиометрических количеств чистых веществ:

{\displaystyle {\mathsf {3Pd+Se\ {\xrightarrow {430^{o}C}}\ Pd_{3}Se}}}

## Физические свойства
Селенид трипалладия образует кристаллы состава Pd34Se11
моноклинной сингонии,
пространственная группа P 21/n,
параметры ячейки a = 2,1413 нм, b = 0,5504 нм, c = 1,2030 нм, β = 99,44°, Z = 2
.
При температуре 2,66 К переходит в сверхпроводящее состояние .